# Phare de Puysegur Point
Le phare de Puysegur Point est un phare situé dans le Parc national de Fiordland, dans la région de Southland (île du Sud), en Nouvelle-Zélande.

## Histoire
Le  phare  fut achevé en février 1879 et mis en service en mars de la même année. La construction du premier phare en bois s'est avérée difficile car tous les matériaux et équipements ont dû être débarqués à environ 3 kilomètres et une piste a été creusée dans l'épaisse broussaille pour transporter le tout sur le site. Ce même accès a été utilisé jusqu'en 1977, après quoi un hélicoptère a été utilisé pour amener des fournitures.
En 1942, la tour est complètement détruite par un incendie. Un feu a également été allumé dans l'une des maisons du gardien, mais il a été éteint avant que des dégâts importants ne soient causés. En janvier 1943, la lanterne du phare de Godley Head (en) a été installée pour remplacer celle en bois. Une nouvelle lampe alimentée à l'électricité d'un générateur diesel a remplacé la lampe à l'huile d'origine.
En 1980, les gardiens ont été retirés et le phare a été remplacé par deux balises automatiques sur Cape Providence et Windsor Point. En 1987, le feu de Windsor Point a été éteint et le feu de Puysegur Point a été rétabli. La station était l'une des dernières à être automatisée. Les derniers gardiens ont été retirés en 1990. En 1996, la lumière d'origine a été retirée et remplacée par une lampe rotative moderne dans la tour d'origine. La nouvelle lampe est équipée d’une ampoule halogène au tungstène de 35 watts et est alimentée par des batteries alimentées par des panneaux solaires.
Le phare a été entièrement automatisé en 1990 et est maintenant surveillée et gérée depuis une salle de contrôle de la Maritime New Zealand (en) à Wellington.

## Description
Ce phare  est une tourelle octogonale en béton, avec une lanterne  de 5 m de haut. Le phare est peint en blanc et le dôme de la lanterne est noire. Il émet, à une hauteur focale de 45 m, un éclat (blanc par période de 12 secondes. Sa portée est de 19 milles nautiques (environ 35 km).
Identifiant : ARLHS : NZL-043 - Amirauté : K4442 - NGA : 5545 .

### Lien connexe
- Liste des phares de Nouvelle-Zélande